# Nikołaj Pawliszczew
Nikołaj Iwanowicz Pawliszczew (ros. Николай Иванович Павлищев; ur. 28 maja 1802 w Spiczyńcach na Podolu – zm. 8 grudnia 1879 w Petersburgu) – rosyjski historyk, podsekretarz stanu, członek Rady Stanu Królestwa Kongresowego w 1834 roku.

## Życiorys
Jego pierwszą żoną była siostra Puszkina Olga. 
Od 1827 pracował w kolegium spraw zagranicznych w Petersburgu jako tłumacz z języków włoskiego, francuskiego i polskiego. Później oddelegowany do przełożenia polskich akt w komisji śledczej senatu. Mianowany kierownikiem biblioteki departamentu ds. Azji. 
W czasie powstania listopadowego przybył w 1831 do Warszawy wraz z wojskami rosyjskimi pod dowództwem feldmarszałka Iwana Paskiewicza. Pełnił funkcję szefa kancelarii generalnego intendenta armii. Został pomocnikiem sekretarza Rady Stanu Królestwa Polskiego. Jednocześnie był od 1838 członkiem Rady Oświecenia Publicznego i wykładowcą historii, geografii i statystyki w warszawskim liceum gubernialnym. W 1848 przeprowadził lustrację 96 szkół guberni warszawskiej i radomskiej.
W 1843 napisał podręcznik historii Polski, obowiązujący we wszystkich szkołach średnich. W 1845 wydał Historyczny atlas Rosji, w którym uwzględnione zostały kolejne rozbiory Polski.
Równocześnie zatrudniony był na etacie policyjnym jako śledczy i brał udział w wymuszaniu zeznań oskarżonych o działalność spiskową. W 1849 w uznaniu zasług mianowany nadprokuratorem w Radzie Stanu, od 1858 jej członek z departamentu warszawskiego. 
Był współautorem ustawy o szlachectwie, wprowadzenie której miało na celu pozbawienie szlachectwa jak największej liczby szlachty i strącenie jej do stanu włościaństwa. W 1854 wydał Herbarz rodzin Królestwa, będący podsumowaniem jego badań, w wyniku których jak sam twierdził "ponad sto tysięcy szlachty znalazło się wśród chłopów, a ponad dziesięciu magnatów utraciło tytuły hrabiowskie".
Od 1861 był autorem cotygodniowych raportów wysyłanych do cara Aleksandra II, w których kreślił obraz sytuacji politycznej w Królestwie Polskim. 
Po wybuchu powstania styczniowego został mianowany kierownikiem Biura Cenzury. Na polecenie namiestnika Fiodora Berga został redaktorem naczelnym "Dziennika Powszechnego". W czerwcu 1864 stanął na czele nowo utworzonego "Dziennika Warszawskiego" w języku rosyjskim, na którego łamach sieć kontrolowanych przez niego korespondentów zagranicznych zamieszczała swoje korespondencje kompromitujące i szkalujące działaczy polskiej emigracji. Całkowicie kontrolował korespondencję emigrantów w Paryżu – wszystkie listy wysyłane do kraju przekazywane były najpierw do wglądu ambasadzie rosyjskiej. Powstańczy Rząd Narodowy wydał na niego wyrok śmierci, którego wprawdzie nie wykonał.